# Realdania By og Byg
Realdania By & Byg A/S (indtil 1. januar 2011: Realea A/S) er et dansk ejendomsselskab, stiftet i 2003, der investerer i historiske og fredede ejendomme i Danmark. Selskabet ejer bl.a. en lang række enfamilies-huse som er tegnet af danske arkitekter i det 19. århundrede. Som f.eks.
- Arne Jacobsens eget hus
- Erik Christian Sørensens eget hus
- Poul Henningsens eget hus
- Halldor Gunnløgssons eget hus
- J.F. Willumsens eget hus

Derudover ejer selskabet en række andre historiske bygninger heriblandt:
- Alhambra - Museet for humor og satire
- Hindsgavl Slot
- Det Harboeske Enkefruekloster
- Nørre Vosborg
- Amtmandsboligen i Hjørring

Samtidig har selskabet også været bygherre for eksperimenterende nybyggeri, bl.a. Bispebjerg Bakke. Selskabet er et datterselskab af Realdania og har til huse i Oluf Bagers Mødrene Gård i Odense og på Jarmers Plads i København.
Peter Cederfeld er adm. direktør for Realdania By & Byg.